# Zetiovo (distrikt i Stara Zagora)
Zetiovo (bulgariska: Зетьово) är ett distrikt i Bulgarien.   Det ligger i kommunen Obsjtina Tjirpan och regionen Stara Zagora, i den sydöstra delen av landet, 260 km öster om huvudstaden Sofia.